# اعتراضات آبان ۱۳۹۸ ایران
اعتراضات آبان ۱۳۹۸ ایران یا آبان خونین مجموعهٔ اعتراضات مردمی و ضد حکومتی در سراسر ایران بود که در ۲۴ آبان ۱۳۹۸ و پس از انجام مجدد سهمیه‌بندی بنزین در ایران و افزایش ۲۰۰ درصدی قیمت بنزین آغاز شد. این اعتراضات که عمدتاً در محلات کارگری و فقیرنشین شهری متمرکز و در ابتدا مسالمت‌آمیز بود، در واکنش به افزایش قیمت بنزین آغاز شد ولی سپس نظام جمهوری اسلامی ایران و رهبران روحانی آن را هدف گرفت. بر اساس گزارش نهادهای امنیتی ایران، ۲۹ استان و صدها شهر دستخوش ناآرامی‌های پس از افزایش قیمت بنزین بودند.
در روز اول اعتراضات اینترنت تلفن همراه در شهرهای مشهد، اهواز، بهبهان و امیدیه مختل شد و از ۲۵ آبان به دستور شورای عالی امنیت ملی قطعی سراسری اینترنت آغاز شد. با گسترش تجمعات اعتراضی در ۲۵ آبان، محمدجعفر منتظری، دادستان وقت کل ایران، معترضان به افزایش قیمت بنزین را «اخلال‌گر» خواند و تهدید کرد که با آنان برخورد جدی خواهد شد. همزمان با آن نهادهای امنیتی ایران با ارسال پیامک‌های تهدیدآمیز به تلفن‌های همراه بعضی شهروندان شرکت کرده در تجمعات، آن‌ها را تهدید به پیگرد قانونی در صورت تکرار شرکت در تجمعات غیرقانونی کردند. دو روز پس از سه برابر شدن قیمت بنزین، سید علی خامنه‌ای، رهبر جمهوری اسلامی، از تصمیم سران قوا مبنی بر افزایش قیمت بنزین حمایت کرد. او آتش‌زدن بانک‌ها و ایجاد ناآرامی را به «اشرار و ضدانقلاب و دشمنان ایران» نسبت داد و با اشاره به جان باختن تعدادی از معترضان، اجرای طرح افزایش قیمت سوخت را ضروری دانست. خامنه‌ای در این سخنرانی پنج بار بر سررشته نداشتن یا تخصص نداشتنش در مورد مسائل اقتصادی تأکید کرد. سخنان خامنه‌ای در ۲۶ آبان از سوی مخالفانش به فرمان «سرکوب اعتراضات» تعبیر شد، اما افراد نزدیک به حکومت صحبت‌های او را «فداکارانه» و «باعث پایان آشوب‌ها» ارزیابی کردند. رویترز در گزارش ویژهٔ خود در ۲ دی ۱۳۹۸ نوشت که خامنه‌ای در جلسه‌ای با حضور مقامات امنیتی و دولتی، از آن‌ها خواسته تا به هر قیمتی که شده اعتراضات مردم را متوقف کنند.
خبرگزاری‌ها و سازمان‌های حقوق بشری خارج از کشور، بر اساس تحقیقات و منابع خود، تعداد جان‌باختگان اعتراضات را از چند صد نفر تا ۱۵۰۰ نفر اعلام کرده‌اند؛ این در حالی است که مقامات رسمی جمهوری اسلامی ایران از اعلام رقم دقیق کشته‌شدگان سر باز می‌زنند. از سوی دیگر، برخی پژوهش‌ها نشان می‌دهد بیش از ۷٬۵۰۰ مرگ بدون دلیل در پاییز ۱۳۹۸ و ۶٬۳۰۰ مرگ بدون دلیل در آبان ۱۳۹۸ ثبت شده است که علت این مرگ‌ومیر کووید-۱۹، آنفلوانزا، تصادفات جاده‌ایی و حوادث طبیعی نبوده است. آمار دقیقی نیز از بازداشت‌شدگان در دسترس نیست، اما جمع‌بندی سخنان مقامات رسمی جمهوری اسلامی و همچنین گزارش نهادهای حقوق بشری نشان می‌دهد که در جریان اعتراضات دست کم ۸٬۶۰۰ نفر در ۲۲ استان ایران بازداشت شدند.

## زمینه‌ها
عوامل مختلف اجتماعی، اقتصادی و سیاست‌های داخلی و خارجی حکومت در شکل‌گیری این اعتراضات نقش داشتند. بی‌اعتمادی‌ها و نارضایتی‌های معیشتی و اجتماعی از دیگر علل مخالفت‌ها با حکومت بود، نتایج یک نظرسنجی که بعد از اعتراضات دی ۱۳۹۶ انجام شده بود، نشان می‌داد ۴۱ درصد افرادی که از وضعیت موجود کشور ناراضی هستند، گفته‌اند که تمایل دارند در تجمعات اعتراضی شرکت کنند. این نظرسنجی همچنین میزان جمعیت ناراضی را نزدیک ۷۵ درصد برآورد کرده بود. اعتراضات دی ۱۳۹۶ و آبان ۱۳۹۸ برای کسانی که در مراکز نظرسنجی کار می‌کردند خیلی عجیب نبود. در ۲۰ سال گذشته گزارش‌های مختلفی دربارهٔ خودسوزی اعتراضی افراد در شهرهای مختلف ایران منتشر شده است. حسین راغفر (اقتصاددان) می‌گوید که اعتراضات همواره اتفاق می‌افتاد ولی در دفعات قبل مردم به‌جای پمپ بنزین‌ها خودشان را آتش می‌زدند. به باور محسن رنانی (اقتصاددان)، این شورش‌ها زادهٔ ناامیدی و بی‌افقی است و ممکن است ناامیدی و بی افقی را تشدید کند، اما در صورتی که منجر به تغییراتی در رویکرد نظام تدبیر شود، می‌تواند دستاورد بزرگی باشد که موجب بازسازی امید و افق‌گشایی خواهد شد. رنانی معتقد است سرکوب این اعتراضات می‌تواند موجب خشم فروخورده و تعمیق نفرت شود که در دور بعدی با شدت بیشتری بروز پیدا خواهد کرد.

### طرح افزایش قیمت بنزین
در نیمه‌شب ۲۴ آبان ۱۳۹۸ شرکت ملی پخش فرآورده‌های نفتی ایران، بدون اطلاع‌رسانی قبلی اعلام کرد که سهمیه‌بندی بنزین دوباره آغاز شده است. بر این اساس قیمت هر لیتر بنزین سهمیه‌ای ۱۵۰۰ تومان تعیین شد و نرخ هر لیتر بنزین آزاد از ۱۰۰۰ به ۳۰۰۰ تومان افزایش یافت. علی مطهری بعده‌ها عنوان کرد که چند ساعت قبل از گران کردن بنزین، وی را از این موضوع باخبر کرده‌اند و پیش‌بینی اعتراضات خیابانی مردم و آتش زدن دست کم ۱۵۰ پمپ بنزین هم صورت گرفته بوده است.

### دلایل دولت برای افزایش قیمت بنزین
ساعاتی بعد از اعلام نرخ جدید، حسن روحانی دلیل این افزایش را تقسیم درآمد حاصله بین شصت میلیون ایرانی عنوان کرد و گفت «ریالی از این پول به خزانه نخواهد رفت». او تلاش دولت برای جبران کسری بودجه از محل افزایش قیمت بنزین را تکذیب کرد و گفت این تصمیم به نفع مردم و قشر تحت فشار جامعه است. جمشید پژویان اقتصاددان، ادعای دولت ایران مبنی بر اینکه درآمد حاصل از افزایش قیمت بنزین، صرف قشر کم‌درآمد جامعه شود را شبیه شوخی دانست. با وجود آنکه دولت، بارها علت اصلی سهمیه‌بندی بنزین را مبارزه با قاچاق سوخت، کاهش مصرف بنزین و بهبود شرایط محیط زیست اعلام کرده بود، پس از فروکش کردن ناآرامی‌ها حسن روحانی، رئیس‌جمهور در توضیح شرایط اقتصادی بحران‌زدهٔ دولت گفت:
«سالانه حدود ۴۵۰ هزار میلیارد تومان بودجه برای اداره کشور در خزانه نیاز است، بالاترین مالیاتی که پیش‌بینی می‌شود سال آینده بتوانیم بگیریم ۱۵۰هزار میلیارد تومان است، ۳۰۰ هزار میلیارد تومان دیگر که برای بودجه لازم است را از کجا بیاوریم؟ درآمد اصلی که کشور را اداره می‌کند پول نفت است».
مطابق با آمارهای بین‌المللی، پس از برجام، فروش نفت ایران ۲ میلیون و ۸۰۰ هزار بشکه در روز بوده است. اما بعد از خروج آمریکا از برجام و اِعمال مجدد تحریم‌ها علیه ایران، این عدد به ۳۰۰ هزار بشکه در روز کاهش یافته که از میزان فروش نفت ایران در دوران جنگ ایران و عراق نیز پایین‌تر است. طبق گفتهٔ الکساندر نوواک، وزیر انرژی روسیه، ایران در صدد بوده تا وامی به مبلغ ۲ میلیارد دلار از روسیه دریافت کند و حتی در تلاش بوده مبلغ این وام را تا سقف ۵ میلیارد دلار افزایش دهد که این خود نشان از وخامت اوضاع اقتصادی ایران در آن زمان دارد.

## آغاز اعتراض‌ها
اعتراضات از ۲۴ آبان ۱۳۹۸ و پس از انجام مجدد سهمیه‌بندی بنزین در ایران و افزایش ۲۰۰ درصدی قیمت بنزین آغاز شد. این اعتراضات که عمدتاً در محلات کارگری و فقیرنشین شهری متمرکز و در ابتدا مسالمت‌آمیز بود، در واکنش به افزایش قیمت بنزین آغاز شد ولی سپس نظام جمهوری اسلامی ایران و رهبران روحانی آن را هدف گرفت.

### روزشمار اعتراضات

#### ۲۴ آبان
- از شامگاه ۲۴ آبان ۱۳۹۸، اعتراضات در شهرهای مشهد، تهران، اهواز، کرمانشاه، سنندج، یزد، جوانرود، مریوان، ارومیه، بوکان، سیرجان و شیراز آغاز شد و به بندرعباس، اصفهان، کرمان، قزوین، شهرک اندیشه، ماهشهر، گچساران، خرمشهر، بابل، رشت، بیرجند، جیرفت، شوشتر، اندیمشک، کازرون، بهبهان، بوشهر و دهدشت گسترش یافت.[۴۵]
- مردم اهواز با تجمع در مناطقی از شهر با سر دادن شعار «اهوازی با غیرت، ماشین‌ات رو خاموش کن» خواستار خودداری شهروندان از خرید و مصرف بنزین شدند.[۴۶][۴۷] در فلکهٔ کیان‌پارس اهواز تجمع و تظاهرات گسترش یافت که با حمله موتورسواران ضدشورش مردم با آن‌ها درگیر شدند.[۴۸]
- در سیرجان با شدت گرفتن اعتراضات، دست‌کم یک پمپ بنزین به آتش کشیده شد و یک نفر به‌نام جواد نظری فتح‌آبادی (نخستین فردِ کشته‌شده در این اعتراضات) در حمله نیروهای امنیتی به تجمع‌کنندگان کشته شد.[۴۶][۴۸][۴۹][۵۰] به گفتهٔ خبرگزاری وابسته به دولت، ایرنا، معترضان سیرجانی سعی داشتند انبار نفت شهر را آتش بزنند که با واکنش نیروی انتظامی مواجه شده و ناکام ماندند.[۵۱]
- در مشهد معترضان به گران شدن بنزین، خودروهای خود را در بلوار وکیل‌آباد خاموش کرده و از حرکت سر باز زدند. آن‌ها شعار می‌دادند: «روحانی حیا کن، مملکت را رها کن» و «دیکتاتور حیا کن، مملکت را رها کن». نیروهای امنیتی برای مقابله با معترضان به شلیک گاز اشک‌آور متوسل شدند.[۵۲][۴۶][۴۷][۵۳]
- در بهبهان مردم معترض شعار می‌دادند: «بنزین گران‌تر شده، فقیر فقیرتر شده»[۵۴] و یک شعبهٔ بانک ملی به آتش کشیده شد.[۵۵]
- در امیدیه، مردم دست به تجمع و اعتراض زدند و جادهٔ این شهر به آغاجاری را بستند و ترافیک بسیار سنگینی را ایجاد کردند.[۴۸][۵۴]
- در شهر قدس تهران، مردم در شامگاه ۲۴ آبان تجمع و اعتراض کرده و یکی از خودروهای یگان ویژه را واژگون کردند.[۵۶]

#### ۲۵ آبان
- شنبه ۲۵ آبان اعتراضات در تهران بالا گرفت و مردم برخی از اتوبان‌ها از جمله اتوبان همت، اتوبان تهران-کرج و بلوار بابایی و تهران‌پارس را بستند و در زیر پل ستارخان شعار سر دادند: «پول نفت گم شده خرج فلسطین شده»، «مرگ بر گرانی» و «مرگ بر دیکتاتور» ، «نترسید نترسید ما همه با هم هستیم»، «توپ تانک فشفشه، آخوند باید گم بشه».[۵۶] معترضان در شرق تهران، با سنگ و آجر اتوبان امام علی را بستند و با نیروهای انتظامی که به سمت مردم گاز اشک‌آور پرتاب کردند، درگیر شدند.[۵۷]
- در شیراز و اصفهان مردم معترض خودروهای خود را در خیابان‌ها خاموش کردند، مسیر را بسته و شعار سردادند: «نه غزه، نه لبنان، جانم فدای ایران»[۵۶]
- دامنهٔ اعتراضات و درگیری‌ها به بندرعباس، اصفهان، ماهشهر، گچساران، خرمشهر، بابل، بیرجند، شوشتر، اندیمشک و قم گسترش پیدا کرد و در اصفهان و کرمان چند پمپ بنزین به آتش کشیده شد.[۵۸]
- اعتراضات شنبه ۲۵ آبان در اراک، تبریز، بوشهر، ارومیه، کرج، کرمانشاه، سرپل ذهاب، سقز، مریوان، رشت، گرمسار، کردستان، لرستان، اسلامشهر، ساری، گرگان، یاسوج، دهدشت، جیرفت، نجف‌آباد، شاهین‌شهر، رامهرمز، مریوان، جوانرود، پاسارگاد، شهر قدس، دماوند، سنندج، بندر ریگ، یزد، نیشابور، چابهار، اهر، رودهن، گچساران، زاهدان، فردیس کرج، قزوین، همدان و خرم‌آباد لرستان ادامه داشت.[۵۷][۵۹]
- در شهریار معترضان مجسمهٔ انگشتر سید روح‌الله خمینی که در میدان امام خمینی آن شهر نصب شده‌بود را به آتش کشیدند و آن را وسط خیابان اصلی شهر (خیابان ولیعصر) قراردادند. گزارش‌ها از تیراندازی و تیرخوردن تعدادی از معترضان در شهریار حکایت دارند.[۶۰]
- چند بانک در تهران، اندیشه، اسلام‌شهر، بهبهان، جادهٔ ساوه و رباط کریم و یک حوزه علمیه در اصفهان به آتش کشیده شد.[۵۹]
- نت‌بلاکس در گزارشی تأیید کرد که دولت ایران دسترسی به اینترنت در سراسر کشور را به‌طور کامل قطع کرده است.[۶۱]

## خشونت جمهوری اسلامی در اعتراضات
حکومت جمهوری اسلامی ایران در جریان این اعتراضات بدون آگاهی‌رسانی رسمی، وضعیت اضطراری اعلام کرد. طبق قانون اساسی جمهوری اسلامی، اعلان چنین وضعیتی که در آن آزادی‌های شهروندی محدود می‌شود، نیاز به تصویب مجلس شورای اسلامی دارد. بر اساس گزارش سازمان عفو بین‌الملل «حکومت ایران عامدانه و مرگبار از سلاح گرم استفاده کرده و به‌طور نامتناسبی به زور متوسل شده است.» در بسیاری از ویدئوهای منتشر شده از اعتراضات، مأموران پلیس، مستقیم به جمعیت تیراندازی می‌کنند. در بعضی از این ویدئوها، شماری از کشته‌شدگان دیده می‌شوند که از ناحیه سر مورد اصابت گلوله قرار گرفته‌اند. بر اساس قوانین بین‌المللی حتی اگر ادعای دولت ایران مبنی بر آسیب زدن به اموال عمومی درست باشد، استفاده از سلاح، تنها در «شرایط دفاع مشروع و محافظت از افراد در مقابل خطر فوری مرگ یا جراحت خطرناک» موجه است و نه پرتاب سنگ، تخریب اموال عمومی و آتش زدن ساختمان‌های دولتی. این در حالی است که نهادهای ناظر و شاهدان عینی تأیید می‌کنند که حکومت ایران از گلوله جنگی علیه معترضان استفاده کرده و اعتراضات را به خشونت کشانده است. زمانی که نیروهای امنیتی جمهوری اسلامی اقدام به سرکوب خشن اعتراضات کردند، اعتراض‌کنندگان جسورتر شدند و در بسیاری از شهرها، خیابان‌ها به صورت منطقه جنگی درآمد و ساختمان‌های دولتی، خودروها، خودروهای پلیس، بانک‌ها و بعضی از مغازه‌ها توسط معترضان و نیروهای امنیتی تخریب و جریان عادی کسب‌وکار و آمد و شد مختل شد. در برخی مناطق شهری شبکه بانکی، مخابراتی، سوخت رسانی و ترابری شهری تخریب و فروشگاه‌های دولتی غارت شدند.
صنم وکیلی، معاون برنامهٔ خاورمیانه و شمال آفریقا در چَتِم هاوس معتقد است اعتراض به‌طور مؤثر، بخشی از فرهنگ ایرانیان است. او می‌گوید «با وجود سرکوبگری حکومت در چهار دههٔ گذشته، به نظر می‌رسد که در این دور آخر، حکومت به لحاظ سرعت در کینه‌توزی و وحشیگری از یک خط قرمز عبور کرده‌اند». عبدالکریم سروش متفکر و پژوهشگر دینی در یک سخنرانی نسبت به افزایش خشونت از سوی معترضان و حتی دست بردن گروهی از مردم به «اسلحه» در صورت تن ندادن حکومت به خواسته‌هایشان هشدار داد.
میچل باچله کمیسر عالی حقوق بشر سازمان ملل در ۱۵ آذر ۱۳۹۸ گفت: «تصاویری دریافت کرده‌ایم که به نظر می‌رسد نیروهای امنیتی از روی بام ساختمان‌ها و سوار بر بالگرد به معترضان در حال فرار از پشت سر تیراندازی می‌کنند، و این که مستقیم به صورت یا اعضای حیاتی معترضان تیراندازی می‌کنند.» او احتمال داد که تعداد زیادی از ضاربان به جرایمی متهم شوند که مجازات اعدام در پی داشته باشد.
در ۱۴ شهریور ۱۳۹۹، جاوید رحمان، گزارشگر ویژه حقوق بشر در ایران، طی گزارشی که به سازمان ملل متحد ارائه داد، برخورد «به شدت خشن» نیروهای امنیتی جمهوری اسلامی علیه معترضان را بی‌سابقه و حیرت‌آور توصیف کرد و از شکنجهٔ افراد بازداشت‌شده خبر داد. او ضمن اشاره به مواردی همچون شلیک نیروهای امنیتی به ارگان‌های حیاتی معترضان، با طرح این احتمال که آمار واقعی جانباختگان می‌تواند بسیار بیشتر از تعداد اعلام شده باشد، از حکومت جمهوری اسلامی به علت خودداری از انتشار آمار قربانیان انتقاد کرد. هم‌زمان، سازمان عفو بین‌الملل طی گزارشی به شکنجهٔ بازداشت‌شدگان به روش‌هایی مانند اعدام نمایشی، شوک الکتریکی، و القای حس خفگی با آب برای گرفتن اعتراف اجباری اشاره کرد.

## گستردگی اعتراضات

وضعیت شهرهایی که اعتراضات آن‌ها در خبرگزاری‌ها بازتاب داشته
اعتراضات مسالمت آمیز یا بدون برخورد چشم‌گیر
اعتراضات به خشونت کشیده شده
در اعتراضات کشته گزارش شده
داده‌ای در دسترس نیست

قاسم میرزایی نیکو، نماینده دماوند و فیروزکوه در مجلس، گفته است که اعتراض‌ها در بیش از ۵۰۰ نقطه ایران رخ داده است؛ هر چند بر پایهٔ برخی از منابع دیگر، اعتراضات در ۲۹ استان و ۱۰۴ شهر و ۷۱۹ جای کشور، رخ داده است.

## روش‌های اعتراض
پیش از آنکه حکومت اعتراضات را به خشونت بکشاند، مردم نقاط مختلف ایران با شیوه‌های مسالمت‌آمیز اعتراض‌شان را ابراز می‌کردند. کمپین نه به خرید بنزین، خاموش کردن و توقف خودروها در خیابان‌ها، جاده‌ها و معابر، اعتصاب، بستن بازارها و مغازه‌ها در برخی شهرها، بستن جاده‌ها و خیابان‌ها با راهپیمایی، سنگ، خاک و روشن کردن آتش، نشستن در خیابان و سرودخوانی دسته‌جمعی، نشان دادن کیلومتر خودورها به نشانه حرکت ندادن آنها، انجام فعالیت‌های مختلف در خیابان‌های عاری از خودرو مانند: فوتبال بازی کردن، والیبال بازی کردن، تخته نرد بازی کردن، قلیان کشیدن، سبزی پاک کردن، رقصیدن، یزله‌خوانی مردم عرب در خوزستان، خوابیدن در خیابان با کفن، دادن گُل به مأموران و نیروهای انتظامی، سه‌چرخه‌سواری با سه‌چرخه کودکان، سر دادن شعار و… از جمله این روش‌ها برای اعتراض مسالمت‌آمیز بود.
اتفاقاتی مانند تخریب و آتش زدن اموال دولتی و حمله به حوزه‌های علمیه و دفترهای امامان جمعه پس از به خشونت کشیده‌شدن اعتراضات رخ دادند. عده‌ای از تحلیل‌گران این حمله‌ها را نشانهٔ اعتراض مردم به حمایت حوزه‌های علمیه از حکومت جمهوری اسلامی دانستند حال‌آن‌که به عقیدهٔ برخی چهره‌های سیاسی، حکومت با هدف تشدید سرکوب، خود اقدام به تخریب اموال عمومی کرد و آن را به معترضان نسبت داد.

## روش‌های سرکوب
«تنها خشونت مجاز، خشونت حکومتی است، مثل مورد سرکوب اعتراضات بر سر موضوع بنزین.»
محمد قوچانی، روزنامه‌نگار اصلاحطلب در مصاحبه با تسنیم، ۳ دی ۱۳۹۹

### قطع سراسری اینترنت
با آغاز اعتراض‌ها به افزایش قیمت بنزین اینترنت در ایران و در شهرهای مشهد، اهواز، بهبهان و امیدیه مختل شد. از صبح دومین روز اعتراضات و با گسترش اعتراض‌ها به شهرهای مختلف ایران، دسترسی کاربران به وب‌سایت شماری از سایت‌های داخلی مانند خبرگزاری‌ها محدود شد، اطلاع‌رسانی رسانه‌ها دربارهٔ حوادث با محدودیت روبه‌رو شد و شهروندان برای ارسال فیلم و تصاویر با مشکل مواجه شدند. تا پایان روز ۲۵ آبان، اینترنت بین‌الملل به دستور اعضای شورای عالی امنیت ملی قطع شد و دسترسی کاربران فقط به سایت‌های ایرانی که از سرور داخلی استفاده می‌کردند ممکن بود. مقام‌های ایرانی اعلام کردند اینترنت به‌دلایل امنیتی قطع شده و زمان بازگشت آن هم مشخص نیست. اَلپ توکر، بنیانگذار و مدیر نت‌بلاکس، قطعی اینترنت آبان ۹۸ را «شدیدترین قطع ارتباط از نظر پیچیدگی و وسعت فنی که نت‌بلاکس در هر کشوری ردیابی کرده» توصیف کرد. برخی کارشناسان از آنچه در ایران رخ داد با عنوان «کودتای اینترنتی» نام می‌برند.
در استان‌های خوزستان و سیستان و بلوچستان تا چهارده روز پس از آغاز اعتراض‌ها، اینترنت همچنان قطع بود.

### پیامک‌های تهدیدآمیز
با گسترش تجمعات اعتراضی در روز شنبه ۲۵ آبان، نهادهای امنیتی ایران با ارسال پیامک‌های تهدیدآمیز به تلفن‌های همراه بعضی شهروندان شرکت کرده در تجمعات، آن‌ها را تهدید به پیگرد قانونی در صورت تکرار شرکت در تجمعات غیرقانونی کردند.

### شلیک مستقیم به معترضان
تصاویر فراوانی که در جریان اعتراضات توسط شهروندان ضبط و منتشر شد، نشان می‌دهند که در نقاط مختلف کشور نیروهای امنیتی، سپاه پاسداران و بسیج با استفاده از سلاح‌های جنگی، به صورت مستقیم و هدفمند به سوی معترضان تیراندازی کرده‌اند. گزارش‌ها و فیلم‌های ضبط شده نشان می‌دهد در برخی از شهرها از جمله تهران، شیراز، شهریار، کرمانشاه و جوانرود، پلیس و نیروهای امنیتی به سوی معترضان شلیک شدید و مستقیم می‌کنند. در گزارش عفو بین‌الملل از اعتراض‌های آبان ۹۸ که مبتنی بر تحقیقات چند ماهه است آمده است: «به جز چهار مورد، همهٔ قربانیان بر اثر اصابت گلوله‌های نیروهای امنیتی – از جمله اعضای سپاه پاسداران و بسیج و مأموران نیروی انتظامی – جان باخته‌اند؛ گلوله‌های مرگبار این نیروها اغلب به سمت سر یا بالاتنهٔ قربانیان شلیک شده، و این نشان می‌دهد که هدف آنان شلیک به قصد کشتن بوده است.» در موردی همچون ماهشهر، تصاویر نشان می‌دهند که نیروهای سپاه پاسداران با استفاده از سلاح‌های نیمه سنگین جنگی، همچون دوشکا و تیربار معترضان را هدف قرار داده‌اند.
بر اساس گزارش تحقیقی خبرگزاری فرانسه بیش از ۷۵۰ تصویر و ویدئو از تیراندازی نیروهای امنیتی و کشته و زخمی شدن معترضان به جای مانده است. در فیلم‌هایی از کرج و جوانرود که در شبکه‌های اجتماعی منتشر شده، مشاهده می‌شود که مأموران با گلوله‌های جنگی از بالای ساختمان مردم را مورد هدف قرار می‌دهند و در فیلمی دیگر نیروهای پلیسی که در حال فرار از معترضان دیده می‌شوند، به سمت آنان گلوله شلیک می‌کنند.
در فیلمی دیگر مأموران نیروی انتظامی در شهریار در حالی که در حال فرار از معترضان هستند به سمت آنان شلیک می‌کنند و معترضان با پرتاب سنگ نیروهای انتظامی را دنبال می‌کنند. تصاویر ضبط شده از کرمانشاه نیز نشان می‌دهد که مأموران امنیتی، با کمین کردن و نشانه‌گیری، به سوی معترضان تیراندازی مستقیم می‌کنند. در شهر صدرا نیز، تصاویر ویدئویی نشان می‌دهد که از بالای پشت‌بام پایگاه بسیج بر روی معترضان آتش گشوده شده است. گزارش‌های متعددی از شلیک مستقیم تیر به سر یا قلب بسیاری از کشته‌شدگان اعتراضات اخیر در ایران منتشر شده و در برخی ویدیوهایی که از اعتراضات منتشر شده نیز شلیک مأموران امنیتی به صورت مستقیم به معترضان مشهود است. عکسی از آسوشیتد پرس نیز نشان می‌دهد که نیروهای امنیتی از فاصله نزدیک به مردی که در محاصره نیروهای امنیتی قرار گرفته شلیک می‌کنند.

#### تیراندازی به معترضان در نیزارِ ماهشهر
در نخستین روز اعتراضات، گزارش‌هایی منتشر شد مبنی بر این‌که معترضان ماهشهری اقدام به بستن جادهٔ ماهشهر کرده‌اند. آن‌ها پس از هجوم نیروهای امنیتی به نیزارهای حاشیهٔ شهرک چمران گریختند و در آنجا با رگبار سنگین آن نیروها قتل‌عام شدند. در آذر ۱۳۹۸ نیویورک تایمز در گزارشی به نقل از شاهدان عینی و خدمهٔ پزشکی نوشت که در بندر ماهشهر، مأموران امنیتی ۴۰ تا ۱۰۰ تظاهرکننده (عمدتاً شامل مردان جوان غیرمسلح را) در نیزاری که به آن پناه برده بودند حلقه کردند و به ضرب گلوله کشتند. این افراد جزو معترضانی بودند که برای سه روز جادهٔ اصلی میان شهر و مجتمع پتروشیمی حومهٔ شهر را بسته بودند. پیش‌تر وزیر کشور ایران در مصاحبه‌ای بسته شدن جادهٔ ماهشهر به بندر امام توسط معترضان را تأیید کرده بود. پس از او تلویزیون جمهوری اسلامی هم کشته‌شدن معترضان در نیزار ماهشهر را تأیید کرد و آن‌ها را «اشرار مسلح و تجزیه‌طلب» نامید که قصد تصرف پتروشیمی آن شهر را داشتند.

### اعترافات تلویزیونی
در ۲۹ آبان ۱۳۹۸ اخبار ۲۰:۳۰ ضمن پخش اعترافات یکی از بازداشت‌شدگان به نام فاطمه داوند، از حضور پُررنگ زنان به عنوان رهبر و نقش آن‌ها در تحریک احساسات حاضران و هدایت گروه‌ها سخن گفت. تلویزیون ایران این زن را یکی از عوامل اصلی اعتراضات شهر بوکان معرفی کرد که هنگام خروج از ایران توسط «سربازان گمنام امام زمان» دستگیر شده است اما به‌گفتهٔ شاهد علوی (روزنامه‌نگار)، داوند در یکی از خیابان‌های بوکان گلوله خورده و بازداشت شده است.

### سانسور و اعمال فشار بر رسانه‌ها
پیش از آغاز اعتراضات، نمایندگانی از شورایعالی امنیت ملی با مسئولان روزنامه‌ها جلسات توجیهی برگزار کرده بودند و دربارهٔ افزایش قیمت بنزین، احتمال بروز اعتراض و لزوم فعالیت رسانه‌ها در چارچوب نظام صحبت کرده بودند. در زمان اعتراضات، ۸ تن از روزنامه‌نگاران به وزارت اطلاعات احضار شدند، تعدادی دیگر به‌خاطر گزارش‌ها و توییت‌هایشان از وزارت ارشاد هشدار دریافت کردند و محمد مساعد (روزنامه‌نگار اقتصادی) به دلیل توییت‌هایش بازداشت شد. پس از بازداشت مساعد حساب کاربری توییترش هم مسدود شد.

## ابزارهای سرکوب و کشتار
در سرکوب خیزش سراسری آبان ۱۳۹۸ خورشیدی، چنین جنگ‌افزارهایی به کار رفته است:
1. نفربر زره‌پوش (مجهز به مسلسلهای اتوماتیک، خمپاره‌انداز و موشکهای ضد تانک)
2. دوشکا (مسلسل سنگین)
3. کلاشنیکف (AK-47)
4. کلت
5. شاتگان
6. تفنگ پینتبال

## کشتگان، زخمی‌ها و بازداشت‌شدگان

### کشته و زخمی

تعداد کشته‌شدگان در ایران به تفکیک استان‌ها بر اساس آمار عفو بین‌الملل
۴۰ نفر کشته یا بیشتر
بین ۳۰ تا ۳۹ نفر کشته
بین ۲۰ تا ۲۹ نفر کشته
بین ۱۰ تا ۱۹ نفر کشته
بین ۱ تا ۹ نفر کشته
داده‌ای در دسترس نیست.

سازمان عفو بین‌الملل در آخرین گزارشش اعلام کرد که بر اساس تحقیقات این سازمان، در جریان اعتراض‌های اخیر بیش از ۳۲۴ نفر کشته شده‌اند. این نهاد تأکید می‌کند که تعداد واقعی کشته‌شدگان بیشتر است. با این حال، علیرضا میریوسفی، سخنگوی نمایندگی ایران در سازمان ملل متحد، آمار عفو بین‌الملل از کشته‌شدگان اعتراضات اخیر را ساختگی خواند و آن را بخشی از کارزار شایعه‌پراکنی علیه ایران در خارج از کشور دانست. پس از آغاز اعتراضات، مجتبی خانجانی فرماندار شهرستان بهارستان در مصاحبه‌ای گفت که آمار دقیق کشته‌شدگان حوزهٔ تحت نظارتش را می‌داند اما اجازه‌ای مبنی بر انجام مصاحبه و ارائهٔ اطلاعات در این زمینه ندارد.
در ۷ آذر ۱۳۹۸ وبسایت کلمه به نقل از «یک منبع آگاه» تعداد کشته‌ها را ۳۶۶ نفر اعلام کرد. اردشیر امیرارجمند مشاور میرحسین موسوی و از گردانندگان این وب‌سایت، به رادیو فردا گفت که آمار اعلام شده موثق هستند. پیش‌تر شورای ملی مقاومت ایران شمار کشته‌های اعتراضات سراسری ایران در ۱۷۶ شهر را بیش از ۴۰۰ نفر اعلام کرده‌بود.
در ۱۰ آذر ۱۳۹۸ روزنامهٔ نیویورک تایمز شمار جان‌باختگان اعتراضات را دست‌کم ۱۸۰ نفر اعلام کرد. به نوشتهٔ نیویورک‌تایمز در شهر ماهشهر بین ۴۰ تا ۱۰۰ نفر که بیشتر آن‌ها جوان بودند توسط نیروهای امنیتی و سپاه کشته‌شده‌اند. این در حالی‌است که خبرگزاری رویترز در ۳ دی ۱۳۹۸ تعداد کشته‌شدگان را بر اساس آمار دریافتی از سه مقام وزارت کشور ایران که خواسته‌اند نامشان فاش نشود، حدود ۱٬۵۰۰ تن در ۱۹۰ شهر اعلام کرد که تا کنون اسامی ۵۴۷ تن از آن‌ها مشخص شده است. پیش از آن سازمان مجاهدین خلق هم تعداد کشته‌شدگان را بیش از ۱۵۰۰ تن در ۱۹۰ شهر اعلام کرده‌بود. طبق آمار این سازمان، شمار کشته‌شدگان در استان تهران حداقل ۴۰۰، در خوزستان حداقل ۲۴۰، در کرمانشاه حداقل ۳۲۰، در اصفهان حداقل ۱۲۰، در فارس حداقل ۲۷۰، و در البرز (کرج) حداقل ۱۰۰ تن بوده است.
در ۱۲ دی ۱۳۹۸ وبسایت کلمه اعلام کرد: اخبار رسمی منتشر نشده از کشته‌شدن ۶۳۱ نفر در اعتراضات آبان ۹۸ حکایت دارد. ارگان مانیتورینگ حقوق بشر ایران هم تعداد کشته‌شدگان اعتراضات را دست‌کم ۴۵۰ نفر اعلام کرده که تعدادی کودک نیز در میان آن‌ها هستند. از سویی برخی پژوهش‌ها نشان می‌دهد بیش از ۷۵۰۰ مرگ بدون دلیل در پاییز سال ۱۳۹۸ و ۶۳۰۰ مرگ بدون دلیل در آبان ۱۳۹۸ ثبت شده است که علت این مرگ‌ومیر کرونا، آنفولانزای فصلی، تصادفات جاده‌ایی و حوادث طبیعی نبوده است.
عفو بین‌الملل با استناد به شهادت شهود و بستگان قربانیان و ویدئوهای آنالیز شده که به تأیید این سازمان رسیده می‌گوید نیروهای امنیتی ایران به عمد از سلاح گرم علیه معترضان غیرمسلحی استفاده کرده‌اند که تهدیدی از جانب آن‌ها متوجه کسی نبوده است. این ویدئوها نشان می‌دهند که مأموران امنیتی جمهوری اسلامی تعمداً معترضان غیرمسلح را از فاصلهٔ نزدیک هدف گلوله قرار می‌دهند. بنا به گزارش عفو بین‌الملل، برخی معترضان هنگام فرار هدف گلوله قرار گرفته و کشته شده‌اند، یک نفر بر اثر استنشاق گاز اشک‌آور و شخصی دیگر هم بر اثر ضرب و شتم کشته شده‌اند. همچنین اطلاعاتی وجود دارد که نشان می‌دهد در بعضی موارد مقامات از بازگرداندن اجساد قربانیان به خانواده‌های‌شان امتناع کرده‌اند و در موارد دیگر، نیروهای امنیتی اجساد را از سردخانه خارج کرده و به مکان‌های نامعلوم منتقل کرده‌اند.
در حالی‌که مقامات ایرانی از اتفاقات آبان ۱۳۹۸ به‌عنوان «پیروزی بر اشرار» یاد می‌کنند، نام چندین شهروند زیر ۱۸ سال در میان کشته‌شدگان به چشم می‌خورد. شمار آن‌ها در منابع مختلف از ۱۸ تا ۲۳ نفر ذکر شده است. به گفتهٔ مانیتورینگ حقوق بشر ایران، نیکتا اسفندانی، ۱۴ ساله در تاریخ ۱۶ نوامبر ۲۰۱۹ در خیابان ستارخان تهران توسط نیروهای امنیتی از ناحیه سر مورد اصابت گلوله قرار گرفت و کشته شد. این در حالی‌است که صدا و سیما در گفتگویی که با پدر اسفندانی داشت مرگ او را به «آشوبگران» نسبت داد و چند روز بعد سخنگوی قوهٔ قضائیه ادعا کرد «هم پزشکی قانونی و هم خانوادهٔ این نوجوان تأیید کرده‌اند که علت مرگ او مسمومیت بوده است». در پاسخ، خانوادهٔ اسفندانی با انتشار پیامی در اینستاگرام نیکتا ابراز امیدواری کردند که «خون ریخته‌شدهٔ دختر بی‌گناهشان بی‌جواب نماند». محمد بریحی ۱۷ ساله در اهواز، ساسان ایدی‌وند ۱۷ ساله در اصفهان و امیررضا عبداللهی ۱۳ ساله در اسلامشهر هدف گلولهٔ نیروهای امنیتی قرار گرفتند و جان باختند. طبق گزارش وبسایت کلمه در ۷ آذر ۱۳۹۸ خردسال‌ترین قربانی اعتراضات یک کودک ۹ ساله در شهریار تهران بوده است. شهریار با بیش از ۲۰ کشته، یکی از بالاترین آمار قربانیان اعتراضات آبان ماه را به‌خود اختصاص داده است. از سوی دیگر، مقام‌های حکومت جمهوری اسلامی ایران تاکنون مرگ هفت نفر از مأموران امنیتی یا اداری شامل سه نفر بسیجی، دو نفر افسر پلیس، یک نفر کارمند شهرداری و یک نفر کارمند جهاد دانشگاهی را تأیید کرده‌اند. در ۱۰ خرداد ۱۳۹۹ وزیر کشور در یک برنامهٔ تلویزیونی گفت «حدود ۴۰ یا ۴۵ نفر یعنی حدود ۲۰ درصد کشته‌شدگان آبان، افرادی بودند که با سلاح‌های غیر سازمانی کشته شدند». از این سخن چنین بر می‌آید که بین ۲۰۰ تا ۲۲۵ نفر در اعتراضات آبان ۱۳۹۸ کشته شده‌اند و ۸۰ درصد آن‌ها با شلیک نیروهای دولتی جان خود را از دست داده‌اند. در روزهای ۱۹ دی و ۶ بهمن ۱۳۹۸، دو نفر از مجروحان اعتراضات آبان درگذشتند.

### بازداشت‌ها
در ۵ آذر ۱۳۹۸ حسین نقوی حسینی، سخنگوی کمیسیون امنیت ملی و سیاست خارجی مجلس آمار بازداشت شدگان اعتراضات سراسری آبان را حدود ۷۰۰۰ نفر اعلام کرد. این در حالیست که بر اساس جمع‌بندی رادیو فردا از سخنان مقامات رسمی جمهوری اسلامی و گزارش‌های نهادهای حقوق بشری، در جریان حوادث آبان ۹۸ بیش از ۸۶۰۰ تن دستگیر شدند.
| آمار اعلام‌شدهٔ رادیو فردا  | آمار اعلام‌شدهٔ رادیو فردا |
| ------------------------- | ------------------------ |
| استان                     | تعداد                    |
| استان تهران               | ۲۲۰۰                     |
| استان کرمانشاه            | ۱۶۵۰                     |
| استان خوزستان             | ۱۵۰۰                     |
| استان کردستان             | ۵۰۰                      |
| استان البرز               | ۴۰۰                      |
| استان خراسان رضوی         | ۴۰۰                      |
| استان فارس                | ۳۰۰                      |
| استان لرستان              | ۳۰۰                      |
| استان اصفهان              | ۲۵۰                      |
| استان کهگیلویه و بویراحمد | ۲۵۰                      |
| استان آذربایجان غربی      | ۱۰۰                      |
| استان بوشهر               | ۱۰۰                      |
| استان مازندران            | ۱۰۰                      |
| استان کرمان               | ۱۰۰                      |
| استان آذربایجان شرقی      | ۷۰                       |
| استان ایلام               | ۵۰                       |
| استان سیستان و بلوچستان   | ۵۰                       |
| استان یزد                 | ۴۳                       |
| استان زنجان               | ۳۵                       |
| استان هرمزگان             | ۳۱                       |
| استان خراسان جنوبی        | ۲۹                       |
| استان قزوین               | ۱۵                       |
| مجموع                     | ۸٬۴۷۳                    |

در ۴ آذر اعلام شد به‌دلیل آمار بالای دستگیرشدگان و انتقال تعداد زیادی از آن‌ها به زندان فشافویه، بازداشت‌شدگان در وضعیت سخت و نامناسبی به سرمی‌برند، به‌طوری که رئیس شورای اسلامی شهرستان ری نسبت به وضعیت زندان و تعداد بالای بازداشتی‌ها هشدار داده است. قاسم شعله‌سعدی که تجربهٔ حبس در زندان فشافویه را داشته، وضعیت این زندان را فاجعه‌بار خواند و گفت که با انتقال تعداد زیادی از بازداشت‌شدگان به این زندان، وضع بسیار فاجعه‌بارتر از گذشته خواهد بود. پس از انتشار ویدئویی که نشان می‌داد مأموران امنیتی، در حال جابه‌جایی چند معترض با چشم‌بند و پابند در حیاط دبستان دخترانهٔ قدس (تهران) هستند، وزیر آموزش و پرورش اعلام کرد مسئولان مربوط مشغول راستی‌آزمایی ویدئو هستند. او اضافه کرد مدیر مدرسهٔ قدس تکذیب کرده که این ویدئو مربوط به اعتراضات آبان ۱۳۹۸ است. در ۲۹ آذر ۱۳۹۸، ۱۶ گزارشگر ویژه و کارشناس سازمان ملل متحد از مقامات جمهوری اسلامی خواستند تا تمامی افرادی که در جریان اعتراضات آبان، خودسرانه زندانی شده و مورد بدرفتاری قرار گرفته‌اند را آزاد کنند. آن‌ها همچنین در مورد «بیش از صدها نفری که کشته شده‌اند» ابراز نگرانی کردند. در اولین سالگرد اعتراضات، وب‌سایت ویژهٔ سازمان عفو بین‌الملل در ارتباط با حوادث آبان ۹۸ راه‌اندازی شد. ویدیوهای تأیید شده، تصاویر بخشی از قربانیان سرکوب اعتراضات، نام شماری از قربانیان، وضعیت اینترنت و قطع آن در روزهای حساس سرکوب در این وب‌سایت گنجانده شده است.

## بازداشت دانشجوها
اعتراضات ۱۳۹۸ دانشجویان به دنبال اعتراضات گسترده آبان ۱۳۹۸ شکل گرفت، و در دانشگاه تهران همراه با حاشیه‌هایی بود. در روزهای ۲۶ و ۲۷ آبان تجمع‌های بزرگ دانشجویی در پردیس مرکزی دانشگاه شکل گرفت. در روز ۲۷ آبان با نزدیک شدن به ساعات تاریکی شب، چندین آمبولانس حاوی نیروهای لباس شخصی وارد دانشگاه شدند و تعدادی از دانشجویان را دستگیر و داخل آمبولانس کردند. تعدادی دیگر از دانشجویان دانشگاه تهران هم در منزل شخصی خود یا مکانی بیرون از دانشگاه تهران بازداشت شدند.
با صدور قرار بازداشت دانشجوها، سها مرتضایی، کامیار ذوقی، سعید احمدزاده، ابوالفضل نژادفتح، محمد بابایی از دانشگاه تهران بازداشت شدند، ملیکا قراگوزلو و علی نانوایی از دانشگاه علامه طباطبائی و یاشار دارالشفا هم از دانشگاه علوم بهزیستی و توانبخشی بازداشت شدند.

### زندان و محکومیت‌ها
- در ۱۴ بهمن ۱۳۹۸ دو نفر از بازداشت‌شدگان اعتراضات آبان ماه به نام‌های محمدجواد احمدی و آریا حامدی‌راد هر کدام به ۶ سال زندان محکوم شدند.[۱۷۴] اتهام آن‌ها «اجتماع و تبانی به قصد برهم زدن امنیت کشور»، صدور فراخوان برای حضور سایر شهروندان برای تجمع در حمایت از جانباختگان و انتشار سرود و اشعار و موسیقی‌های حماسی در حمایت از شهروندان معترض بوده است.[۱۷۴]
- در ۲ اسفند ۱۳۹۸، اعلام شد سه نفر از معترضان آبان ۱۳۹۸ به اعدام محکوم شدند. این سه نفر با نام‌های «امیرحسین مرادی»، «سعید تمجیدی» و «محمد رجبی»، توسط دادگاه انقلاب تهران، به ریاست قاضی ابوالقاسم صلواتی به اعدام و در مجموع به ۳۸ سال زندان و ۲۲۲ ضربه شلاق نیز محکوم شده‌اند. این حکم به وکلای مدافع این بازداشت‌شدگان ابلاغ شده است. از جمله اتهامات آنان، «مشارکت در تخریب و تحریق به قصد مقابله با نظام جمهوری اسلامی ایران» اعلام شده است.[۱۷۵] به نوشتهٔ خبرگزاری هرانا، این ۳ متهم که در تجمعات اعتراضی آبان در محله ستارخان تهران شرکت کرده بودند در جریان بازجویی و تحت شکنجه مجبور به اعترافات اجباری علیه خودشان شدند.[۱۷۵][۱۷۶][۱۷۷]

#### شکنجه و تهدید زندانیان آبان
در روزهای پایانی تیر ۱۳۹۹، ابوالفضل کریمی، نوجوان کارگر بازداشت شده در جریان اعتراضات آبان ۹۸ که دوران محکومیت ۲۷ ماههٔ خود را در زندان تهران بزرگ سپری می‌کند، با نوشتن نامه‌ای به شرح چگونگی بازداشت و بازجویی‌های توأم با شکنجه، ضرب و شتم و تهدید شدن به تجاوز به نزدیکانش پرداخت. او در بخشی از نامهٔ خود نوشت: «در اوین بازجویی شدم. گفتند اگر حرف نزنی مادرت را می‌آوریم اینجا. گفتم آخر چه باید بکنم؟ گفتند این اسلحه را گردن بگیر. گفتم آخر بدبخت می‌شوم زندگی‌ام خراب می‌شود. بعد گفتند دوست دخترت را می‌آوریم اینجا ترتیبش را می‌دهیم (تجاوز). گریه کردم و به شدت شکنجه روحی شدم.»

#### گزارش عفو بین‌الملل از شکنجه
در ۱۲ شهریور ۱۳۹۹، سازمان عفو بین‌الملل، گزارشی به نام ویرانگران انسانیت، بازداشت‌های گسترده، ناپدید کردن و شکنجه در پی اعتراضات آبان ۹۸ در ایران منتشر کرد که شیوه‌های برخورد جمهوری اسلامی با معترضان و شکنجه‌های غیرانسانی آن‌ها را تشریح می‌کند. این گزارش بر اساس مصاحبه‌ها، پیغام‌های نوشتاری یا شنیداری و همچنین ویدئوهای متعددی از اظهارات صدها نفر از شهروندان داخل کشور شامل معترضان و شاهدان اعتراضات، اعضای خانواده‌ها، دوستان یا آشنایان بازداشت‌شدگان، وکلا، کارکنان مراکز درمانی، روزنامه‌نگاران یا فعالان محلی و منابع مطلع در داخل زندان‌ها تنظیم شده است. به گفتهٔ عفو بین‌الملل، تمامی مصاحبه‌ها به زبان فارسی، در ۶۹ مورد به صورت شفاهی و هفت مورد به صورت مکتوب، انجام شده است. عفو بین‌الملل می‌نویسد که بازجویان و مأموران زندان‌ها، بازداشت‌شدگان از جمله کودکان را با برهنه‌سازی اجباری و پاشیدن آب سرد بر بدن‌شان، نگه داشتن مستمر و طولانی‌مدت در معرض گرما یا سرمای شدید و بمباران آنها با نور تند و صداهای گوشخراش، کشیدن ناخن‌های انگشتان دست و پا، زدن اسپری فلفل به نقاط مختلف بدن از جمله دستگاه تناسلی، تزریق یا خوراندن اجباری مواد شیمیایی، وارد آوردن شوک الکتریکی به بیضه‌ها، القای حس خفگی با آب و اعدام‌های نمایشی مورد شکنجه قرار داده‌اند. بنا بر این گزارش که اطلاعات آن «از طریق منابع دست اول» از جمله آسیب‌دیدگان، بستگان آن‌ها و منابعی در داخل زندان‌ها به دست عفو بین‌الملل رسیده ضرب و جرح با مشت و لگد، چماق، شلنگ پلاستیکی، شلاق، باتون و کابل، محروم کردن از آب و غذا، کشیدن کیسه روی سر و اجبار به نشستن در حالت‌های دردآور از جمله شکنجه‌های رایج در زندان‌های محل نگهداری معترضان بوده‌اند. بنابر این گزارش اکثر کسانی که عفو بین‌الملل با آنها مصاحبه کرده تا هفته‌ها و ماه‌ها پس از وقوع اعتراضات در حالت شوک، ترومای روانی و اضطراب به‌سر می‌بردند. یافته‌های عفو بین‌الملل حاکی از وجود بازداشتگاه‌های مخفی و امنیتی، بی‌خبر نگاه داشتن خانواده‌ها، موارد ادامه‌دار ناپدید کردن قهری، حبس انفرادی طولانی‌مدت، سلب دسترسی به خدمات درمانی و شرایط غیرانسانی در بازداشتگاه‌های معترضان است. این گزارش بازداشت‌های خودسرانه، شکنجه‌های روانی، اعترافات اجباری، عدم وجود وکیل و فقدان روند دادرسی، تخریب چهرهٔ معترضان، عدم تحقیق و پاسخگویی و تجلیل از آمران و عاملان جرایم را از مشخصه‌های سرکوب‌های آبان ۹۸ دانسته است.

## تهدید خانواده کشته‌شدگان
بر ضد خانواده‌های کشته‌شدگان آبان ۱۳۹۸ برای جلوگیری از برگزاری مراسم یادبود کشتگانشان، از سوی حکومت جمهوری اسلامی، فشار امنیتی وجود دارد.

## استفاده از شیوهٔ ضداطلاعات
به عقیدهٔ حسین باستانی روزنامه‌نگار، رویهٔ معمول حکومت ایران در مواجهه با رخدادهایی اینچنین، بستن نامحسوس پرونده‌های مهم، انتشار انبوه ضداطلاعات در کوتاه مدت و خودداری از توضیح بیشتر در درازمدت است؛ به این امید که با رسیدن پرونده‌های جدید، پرونده‌های قدیمی مشمول مرور زمان شده و فراموش شوند. او ضمن اشاره به عملکرد مسئولان و رسانه‌های حکومتی در قبال حوادث آبان ماه، بر این باور است که در اعتراضات آبان ۱۳۹۸ هم همان رویه اتخاذ شده است.
در ۲۷ آبان سپاه سیدالشهدا استان تهران اعلام کرد در جریان اعتراضات نیروهای بسیج و سپاه به شیوه «ترورهای دهه ۶۰» کشته شده‌اند و در ۲۹ آبان علی ربیعی سخنگوی دولت مدعی شد افرادی در پالایشگاه عسلویه «به برخی لوله‌ها دینامیت بسته بودند» و افرادی دیگر «می‌خواستند خط تلفن اصفهان را قطع کنند». در ۳۰ آبان سالار آبنوش فرمانده عملیات بسیج اصرار داشت «فتنه‌گران [هدف] کشتار را نصف ایران در نظر گرفته بودند» و نشانه اش هم اینکه «کیف‌هایی داشتند که وسایل آن‌ها را تابه حال ندیده بودیم».
اول آذر، علی فدوی جانشین فرمانده سپاه از «۴۸ ساعت جنگ» نیروهای مسلح با معترضان و آن هم با ابعادی مشابه عملیات «کربلای ۴» روایت کرد، و ۵ آذر عبدالرضا رحمانی فضلی، وزیر کشور، داستان «هسته‌های چهار و پنج نفره» ای را تعریف کرد که «همه زیر ساخت‌های اصلی کشور از جمله بزرگراه‌ها و جاده‌های اصلی را نشانه رفته بودند». در ۲۶ آذر محمدجواد لاریجانی، دبیر ستاد حقوق بشر قوه قضاییه، مدعی شد «یک گروه داعشی جدید» درگیر اعتراضات بوده‌اند، با این تفاوت که «داعش قبلی از اسلام می‌گفت اما این‌ها صحبت‌های دیگری دارند».
در ۲۱ آذر، علی شمخانی دبیر شورای عالی امنیت ملی گفت «بیش از ۸۵ درصد از جانباختگان» استان تهران «به صورت مشکوک» با «سلاح‌های سرد و گرم غیرسازمانی کشته شده‌اند»، ادعایی که در صحبت‌های ۲۶ آذر محمد جواد لاریجانی دبیر وقت ستاد حقوق بشر قوه قضاییه به این صورت درآمد که: «۸۵ درصد کشته‌ها مربوط به نیروهای امنیتی یا افرادی بوده است که در حال دفاع از منازل خود در برابر تهاجم آشوب‌گران بوده‌اند و ۱۵ درصد کشته‌ها مربوط به نیروهای تروریستی است.»
در ۲۸ آذر محمدجعفر منتظری، دادستان کل ایران، اظهار داشت اساساً «بیشترین آسیب‌دیدگان این حادثه از نیروهای انتظامی بوده»، و در ۱۱ دی حسین رحیمی رئیس پلیس پایتخت از آن هم فراتر رفت و مدعی شد نه تنها در کل تهران یک نفر هم کشته نشده، که ناجا «در ۱۶۵ نقطه که درگیر شده حتی یک نفر از اغتشاشگران را مصدوم نکرده».
همچنین برخی از مسئولان حکومت، در مورد نقش کشورهای دیگر در اعتراضات آبان ۱۳۹۸، ادعاهایی مطرح کردند که هیچ وقت درستی آن‌ها مشخص نشد. به عنوان نمونه در ۲۷ آبان سپاه معترضان را به آمریکا وابسته دانست و در ۲۸ آذر محمدجعفر منتظری، دادستان کل کشور، از ارتباط «آمریکا، عربستان و اسرائیل» با اعتراضات سخن گفت. در ۳۰ آبان هم سالار آبنوش فرمانده عملیات بسیج با تأکید بر نقش «صهیونیست‌ها و آمریکا و عربستان» ادعا کرد در این زمینه «در بازجویی‌ها اطلاعات زیادی به دست آمده».
خبرگزاری فارس در ۲۸ آبان از نقش یک تیم «هفت نفره» در حمله به بانک‌ها خبر داد که همه آن‌ها «اتباع یکی از کشورهای همسایه شرقی بوده‌اند» و در ۲۹ آبان مدعی دستگیری تعدادی از «لیدرهای خرابکاری اشرار» با «تابعیت آلمانی، ترکیه‌ای و افغانستانی» شد. همچنین در ۳۰ آبان، غلامحسین اسماعیلی سخنگوی قوه قضاییه از نقش یک «بازنشسته سفارت ایران در کشور دانمارک» در اعتراضات سخن گفت که «تجهیزات مربوط به جاسوسی» داشته، و اول آذر، علی فدوی جانشین فرمانده سپاه اعلام کرد «هیچ کشوری به مانند فرانسه محرک این اغتشاشات نبوده».

## مسئولان کشتار و سرکوب
در گزارش عفو بین‌الملل به سخنرانی علی خامنه‌ای، اشاره شده که از معترضان با نام «اشرار» یاد کرد و به نیروهای امنیتی برای سرکوب اعتراض‌ها «چراغ سبز» نشان داد.
بر پایه برخی از منابع خبری رسمی دیگر، سید علی خامنه‌ای، آمر اصلی قتل‌عام آبان ۱۳۹۸ است.
همچنین می‌توان گفت طبق اصل ۱۷۶ قانون اساسی وقتی تصمیم به قطع اینترنت برای سرکوب معترضان از طرف شورای امنیت کشور گرفته شده و در این رابطه ده‌ها نفر کشته شده‌اند، مسئولیت عالی این تصمیم با خامنه‌ای به عنوان رهبر جمهوری اسلامی و مقام تأییدکنندهٔ نهایی تصمیمات شورای عالی امنیت ملی است. او به عنوان فرماندهٔ کل قوا بر طبق اصل ۱۱۰ قانون اساسی، فرماندهٔ کل نیروهای مسلح جمهوری اسلامی هم هست؛ بنابراین در اعتراضات اخیر، تمامی نیروهای مسلحی که به سوی مردم معترض شلیک کرده‌اند، زیر نظر مستقیم خامنه‌ای عمل کرده‌اند.
حسن روحانی طبق ماده ۱۷۶ قانون اساسی، رئیس شورای عالی امنیت ملی و زیر مجموعه آن شورای امنیت کشور است، این دو نهاد حکومتی بر اساس قانون، وظیفهٔ مقابله با اعتراضات ضد حکومتی در وضعیت بحرانی را به‌عهده دارند و تصمیم می‌گیرند در مقابله با اعتراضات، از نیروی انتظامی، بسیج، سپاه و … و با چه سلاح‌ها و تجهیزاتی برای سرکوب استفاده کنند. از این رو در اعتراضات اخیر تصمیم قطع اینترنت را شورای امنیت کشور به ریاست وزیر کشور گرفت.
اعضای شورای عالی امنیت ملی به‌عنوان نهاد تصمیم‌گیرندهٔ سطح عالی، در مورد برخورد با اعتراضات اخیر-جدای از حسن روحانی-عبارتند از: علی لاریجانی (رئیس مجلس)، سید ابراهیم رئیسی (رئیس قوهٔ قضائیه)، علی شمخانی (نمایندهٔ رهبر در شورا و دبیر شورا)، سعید جلیلی (نمایندهٔ رهبر در شورا)، محمدباقر نوبخت (رئیس سازمان برنامه و بودجه)، عبدالرضا رحمانی فضلی (وزیر کشور)، محمدجواد ظریف (وزیر امور خارجه)، سید محمود علوی (وزیر اطلاعات)، محمدحسین باقری (رئیس ستاد کل نیروهای مسلح)، حسین سلامی (فرماندهٔ کل سپاه). فرماندهٔ سپاه طبق قانون، عضو ثابت شورا نیست اما عرفاً عضو شورای عالی امنیت ملی است و در جلسات آن شرکت می‌کند.
محمدجعفر منتظری در جایگاه دادستان کل کشور نقش مهمی در بازداشت معترضان و پیگرد قضایی و نظارت بر دادستان‌های استان‌ها دارد، حسین اشتری فرماندهٔ نیروی انتظامی است که یگان ویژهٔ آن (به فرماندهی حسن کرمی) آشکارا سرکوب خیابانی را اجرا می‌کند و حسین طائب رئیس سازمان اطلاعات سپاه، از مهم‌ترین نهادهای طراحی و سرکوب اعتراضات و بازداشت معترضان است.

## مراسم چهلم کشته‌شدگان
از چند روز مانده به ۵ دی ۱۳۹۸ خانواده‌های کشته‌شدگان اعتراضات و مخالفان حکومت ایران طی فراخوان‌هایی از مردم دعوت کردند تا در مراسم چهلم کشته‌شدگان آبان ماه شرکت کنند. پیامد این فراخوان، بازداشت خانوادهٔ پویا بختیاری در ۳ دی و کاهش سرعت و قطعی اینترنت تلفن همراه و ثابت در ۴ دی بود. از بامداد پنجم دی، نیروهای یگان ویژه ناجا، لباس‌شخصی‌ها، نیروهای ویژه نوپو و مأموران نیروی انتظامی و بسیج جمهوری اسلامی ایران در میدان‌های اصلی بسیاری از شهرها مستقر شدند و جو امنیتی و نظامی برای ممانعت از برگزاری مراسم چهلم کشته‌شدگان اعتراض‌های آبان ماه گزارش شد. تهران، تبریز، کرج، سنندج، کرمانشاه، اصفهان و شهریار، رباط کریم، زاهدان، سبزوار، مریوان، اندیمشک، سقز، بوکان، مریوان، جوانرود و ایلام از جملهٔ این شهرها بودند. در این روز تعدادی از مردم که برای شرکت در مراسم چهلم پویا بختیاری و نوید بهبودی رفته بودند بازداشت شدند. هم‌زمان وبسایت نت‌بلاکس از قطعی ۹۵ درصدی اینترنت همراه در ایران خبر داد.

## تأثیر اقتصادی و خسارت‌ها
با شروع اعتراض‌های خیابانی، مسئولان حکومت اعلام کردند که نباید به بهانهٔ افزایش قیمت بنزین، قیمت کالا و خدمات افزایش یابد و سخن از کنترل قیمت‌ها و برخورد با گرانفروشان به میان آوردند. با این‌حال ۱۰ روز پس از افزایش قیمت سوخت، خبرگزاری ایرنا گزارش داد برخلاف وعدهٔ مسئولان، برخی اجناس گران شده‌اند. بر اساس تحقیقات میدانی ایرنا نرخ حمل‌ونقل مسافران درون‌شهری و میوه و تره‌بار گاهی بین ۲۵ تا ۵۰ درصد رشد داشته که غیرمستقیم بر هزینهٔ تولید و قیمت مصرف‌کننده تأثیر گذاشته است. یک روز پس از انتشار این گزارش، علی لاریجانی هم از افزایش قیمت شماری از اجناس شرکت‌های دولتی خبر داد. هم‌زمان رحیم زارع عضو کمیسیون اقتصادی مجلس با اشاره به افزایش قیمت کالا و خدمات بر اثر گرانی بنزین گفت: «دولت اگر برنامه‌ای برای افزایش قیمت گازوئیل دارد باید آن را کنار بگذارد که در این صورت فاتحهٔ اقتصاد کشور خوانده می‌شود».
کمیسیون تجارت الکترونیکی، خسارت مستقیم قطع اینترنت در زمان اعتراض‌ها را حدود سه هزار میلیارد تومان و خسارت غیرمستقیم آن را حدود ۳۰ هزار میلیارد تومان برآورد کرده است. این در حالی‌است که محاسبات نت‌بلاکس از یک میلیارد و ۴۷۸ میلیون دلار خسارت به اقتصاد ایران در اثر محدود شدن اینترنت در مدت چهار روز قطعی اینترنت سخن می‌گوید. به گفتهٔ علیرضا عسکری مارانی، مدیر عامل سابق شرکت سرمایه‌گذاری ملی ایران، به دلیل اختلال در شبکه بین‌المللی اینترنت ارزش معاملات خُرد بورس تهران به میزان ۱۱۴۷ میلیارد تومان کاهش داشته است.
بنا بر گزارش وزیر کشور طی اعتراضات آبان ۹۸ بیش از ۵۰ پایگاه و پاسگاه نظامی مورد حمله قرار گرفت و ۳۴ آمبولانس، ۷۳۱ بانک، ۱۴۰ مکان عمومی، ۹ مرکز مذهبی، ۷۰ پمپ بنزین، ۳۰۷ خودرو شخصی، ۱۸۳ خودرو نظامی و ۱۰۷۶ موتور سیکلت شخصی آتش زده یا تخریب شد. به گفتهٔ انوشیروان محسنی بَندپی، استاندار تهران بیشترین خسارت‌های ناشی از اعتراضات در تهران، در غرب این استان و در شهرستان‌های ملارد، بهارستان، قدس، رباط‌کریم و شهریار بوده که بانک‌ها و جایگاه‌های پمپ بنزین آتش گرفته و فروشگاه‌های زنجیره‌ای مانند رفاه و اتکا غارت شده‌اند. حیدر اسکندرپور شهردار شیراز اعلام کرد حجم خسارت‌های این شهر در جریان اعتراض‌ها بسیار زیاد بوده و بخش‌های زیادی از زیرساخت‌های این شهر ویران شده است. به گفتهٔ او «زیرساخت‌های بخش ترافیک شهری در مناطق ۴، ۵، ۹ و ۱۰ شهرداری شیراز کاملاً از بین رفته است». امیرخسرو فخریان، رئیس اتحادیهٔ فروشگاه‌های زنجیره‌ای، مجموع خسارات وارد شده به تجهیزات، کالاها و فضای فروشگاه‌های زنجیره‌ای را بیش از ۲۰۰ میلیارد تومان اعلام کرد که بخش اعظم خسارت وارد شده به فروشگاه‌های زنجیره‌ای از سوی معترضان مربوط به حاشیه استان تهران و استان البرز بوده است.

## واکنش‌ها
با آغاز طرح افزایش قیمت بنزین و اعتراضات، شخصیت‌ها و نهادهای مختلف به آن واکنش نشان دادند.

### داخلی
سید علی خامنه‌ای، رهبر جمهوری اسلامی ایران، در جلسهٔ درس خارج فقه ۲۶ آبان ۱۳۹۸، اعلام کرد که در خصوص قیمت بنزین سررشته و تخصصی ندارد، اما «اگر سران سه قوه تصمیم بگیرند»، از آن تصمیم حمایت خواهد کرد. او حوادثی مانند آتش زدن بانک‌ها را کار «اشرار» و نه مردم خواند. خامنه‌ای خطاب به مسئولان جمهوری اسلامی گفت که باید مراقب باشند که قیمتِ اجناسِ دیگر، بر اثرِ گرانی بنزین، افزایش پیدا نکند. او در دیدار ۶ آذر ۱۳۹۸ با نیروهای بسیج، با اشاره به اعتراضات به گرانی بنزین، از مردم ایران برای «نابود» کردن «توطئهٔ عمیق وسیع بسیار خطرناک» تشکر کرد.
حسن روحانی، رئیس‌جمهور ایران، در سخنرانی ۶ آذر ۱۳۹۸ خود اعلام کرد که «من هم مثل همهٔ مردم ایران مطلع شدم که صبح جمعه قیمت بنزین تغییر کرده است». روحانی با اشاره به این که طرح گران شدن بنزین از سال ۱۳۹۵ مطرح بوده است، هدف از اجرای این طرح را «کمک به مردم» عنوان کرد و مدعی شد که گرانی بنزین، جلوی نیاز به واردات بنزین را گرفته است. در شهریور ۱۳۹۹، حسین ذوالفقاری، معاون امنیتی انتظامی وزارت کشور، ادعای حسن روحانی را مبنی بر بی‌اطلاعی از افزایش قیمت بنزین را رد کرد و گفت: «آنها که گفتند تا روز جمعه نمی‌دانستیم، مستنداتش وجود دارد که چه ساعت و چه روزی و توسط چه کسی به آنها گفته شده است.». او اضافه کرد که دولت روحانی قصد داشت به همراه بنزین، گازوئیل را نیز گران و سهمیه‌بندی کند ولی با مخالفت همکارانش مواجه شد.
در ۹ آذر ۱۳۹۸ میرحسین موسوی در پیامی، گرانی بنزین را کاری «غیرمعقول، کاسب‌کارانه و مخالف منافع قشرهای مُستضعف» خواند. موسوی، معترضان را «مردم خشم‌گین و فرودستان جان‌به‌لب‌رسیده» خوانده که «زخم‌خورده از سیاست‌های خانمان‌برانداز به خیابان‌ها آمده‌اند.» او با محکوم کردن کشتار معترضان، این واقعه را یادآور کشتار معترضان پیش از انقلاب در میدان ژاله دانست با این تفاوت که «آدمکشان سال ۱۳۵۷ نمایندگان یک رژیم غیر دینی بودند، و مأموران و تیراندازان آبان ۱۳۹۸ نمایندگان یک حکومت دینی. آنجا فرمانده کل قوا شاه بود و امروز اینجا ولی فقیه با اختیارات مطلقه.» همان روز تعدادی از هنرمندان ایرانی در اعتراض به سرکوب و کشتار معترضان بیانیهٔ شدیدالحنی با عنوان «صدای آبان ۱۳۹۸» منتشر کردند. رخشان بنی‌اعتماد، اصغر فرهادی، حسین علیزاده، کیهان کلهر، لیلی گلستان، بهمن فرمان‌آرا، داریوش مهرجویی و جعفر پناهی از امضاکنندگان این بیانیه هستند.
در ۱۲ آذر ۱۳۹۸ علی مطهری نقش پُررنگ اپوزیسیون خارجی در اعتراضات را رد کرد و اکثریت معترضان را از تودهٔ تهی‌دست مردم دانست. او با اشاره به این‌که خیلی از بازداشت‌شدگان فرق اصلاح‌طلب و اصول‌گرا را نمی‌دانند گفت: «یک افتضاحی شده ولی باید به گونه‌ای آن را جمع کرد تا اصل نظام آسیب نبیند.»
امامی کاشانی خطیب جمعهٔ تهران، سید محمدعلی علوی گرگانی مرجع تقلید، پروانه سلحشوری نمایندهٔ مجلس، ابوالفضل قدیانی فعال سیاسی، سید احمد خاتمی امام جمعه تهران، حمید بعیدی‌نژاد سفیر ایران در بریتانیا، مهدی کروبی و سید محمد خاتمی از جمله افراد دیگری بودند که به این اتفاق‌ها واکنش نشان دادند.

### بین‌المللی
- دفتر کمیسر عالی حقوق بشر سازمان ملل متحد نسبت به کشتار معترضان در ایران اظهار «نگرانی عمیق» کرد.[۲۳۴] در ۲۶ نوامبر ۲۰۱۹ پنج تن از برندگان جایزهٔ صلح نوبل، حکومت جمهوری اسلامی را به‌خاطر اعمال خشونت و سرکوب مردم ایران محکوم کرده و از کشورها و نهادهای بین‌المللی که پیوندهای سیاسی و اقتصادی با ایران دارند خواستند که حکومت ایران را محکوم کنند.[۲۳۵][۲۳۶]

 ایالات متحده آمریکا
دونالد ترامپ در اولین واکنش به اعتراضات ایران، در توییتی نوشت که «ایران آنقدر بی‌ثبات شده که رژیم، کل سیستم اینترنت را خاموش کرده تا مردم بزرگ ایران نتوانند از خشونت عظیمی که در کشورشان رخ می‌دهد، حرف بزنند. آن‌ها فکر کرده‌اند جهان از مرگ و مصیبتی که رژیم ایران باعث آن شده، خبردار نمی‌شود».
مایک پومپئو، وزیر امور خارجهٔ آمریکا، مورگان اورتگس سخنگوی وزارت خارجهٔ آمریکا،تام کاتن سناتور جمهوری‌خواه، ویلیام هِرد نمایندهٔ مجلس نمایندگان آمریکا،مایک پنس، معاون رئیس‌جمهور آمریکا، الیزابت وارِن، نامزد پیشتاز حزب دموکرات در انتخابات ریاست جمهوری ۲۰۲۰ آمریکا،هولیان کاسترو، نامزد حزب دموکرات، پیت بودجج نامزد حزب دموکرات، کاملا هریس از نامزدهای دموکرات‌ها، نانسی پلوسی رئیس مجلس نمایندگان ایالات متحده آمریکا و جو بایدن سیاستمدار دموکرات، دیگر دولتمردان آمریکایی بودند که نسبت به رویدادهای ایران واکنش نشان دادند.
پس از قطع اینترنت در ایران سناتورها تد کروز و جان کورنین نمایندگان ایالت تگزاس، تام کاتِن نمایندهٔ ایالت آرکانزاس، مارشا بلکبرن نمایندهٔ ایالت تِنِسی، پت تومی نمایندهٔ ایالت پنسیلوانیا، جان باروسو نمایندهٔ ایالت وایومینگ و مارکو روبیو نمایندهٔ ایالت فلوریدا با امضای نامه‌ای، از دونالد ترامپ خواستند تا مسئولان جمهوری اسلامی که در قطع گستردهٔ اینترنت در ایران دست داشته‌اند را تحریم کند. وزارت خزانه‌داری ایالات متحده آمریکا در ۱ آذر ۱۳۹۸ محمدجواد آذری جهرمی، وزیر ارتباطات ایران، را به‌دلیل نقش وی در «سانسور گستردهٔ اینترنت» تحریم کرد.
 بریتانیا
بوریس جانسون در ۱۳ آذر ۱۳۹۸، با اشاره به این‌که اعتراض‌ها در ایران خیلی باعث غافلگیری او نشده گفت: «اعتراضات در ایران نتیجهٔ افزایش بهای بنزین نبوده، بلکه نشات‌گرفته از نارضایتی گستردهٔ مردم از حکومت جمهوری اسلامی است».
 آلمان
- سخنگوی وزارت امور خارجهٔ آلمان در رابطه با اعتراضات در ایران و شمار بالای معترضان کشته‌شده به دست نیروهای امنیتی جمهوری اسلامی گفت: «ما از شنیدن گزارش‌های مربوط به کشته شدن بیش از ۱۰۰ نفر شوکه هستیم و عملکرد نامتناسب نیروهای امنیتی ایران را محکوم می‌کنیم».[۲۴۸]

 اتحادیه اروپا
- مایا کوسیانچیچ سخنگوی امور خارجی اتحادیهٔ اروپا از مقامات جمهوری اسلامی خواست در برابر معترضان در ایران حداکثر خویشتن‌داری را از خود نشان دهند و به قطع اینترنت در ایران پایان دهند.[۲۴۹]

 فرانسه
دولت فرانسه از گزارش‌ها دربارهٔ کشته شدن تعداد زیادی از معترضان به شدت ابراز نگرانی کرد و از حکومت ایران خواست به تعهدات حقوق بشری بین‌المللی خود احترام بگذارد. ژان-ایو لودریان با اشاره به رویهٔ مقامات ایران در برخورد با معترضان، منطق آمریکایی‌ها درمورد لزوم وارد کردن حداکثر فشار [بر حکومت ایران] را درست دانست.
در ۲۳ نوامبر ۲۰۱۹ جلیقه زردهای فرانسه با در دست داشتن پلاکاردهایی از یک تصویر هنری از کارتون‌های مانا نیستانی که در آن، یک نیروی نظامی در حال بریدن گلوی نقشه ایران است، حمایت خود را از معترضان ایرانی اعلام کردند. روی پلاکاردها متنی با این محتوا درج شده بود: «فرانسه، ایران، عراق، شیلی، مبارزه‌ای مشابه، نئولیبرالیسم را متوقف کنید.»
 عربستان سعودی
ملک سلمان، پادشاه عربستان از حکومت ایران خواست از «ایدئولوژی توسعه‌طلبانه» خود که به مردم ایران «آسیب می‌زند» دست بردارد.
 اسرائیل
بنیامین نتانیاهو نخست‌وزیر اسرائیل سرکوب و کشتار معترضان ایرانی را سندی دیگر از هویت حکومت ایران دانست. او حکومت جمهوری اسلامی را یک «دیکتاتوری به تمام معنا» خواند و افزود که جهان باید فشارها علیه این رژیم را تشدید کند. وزیر امور خارجهٔ اسرائیل هم در پیامی توییتری، با تأکید بر دوستی اسرائیل با مردم ایران آنان را قربانی «یک رژیم سرکوبگر» نامید.
 سوئد
- وزیر خارجه سوئد در محکومیت قطع دسترسی اینترنت در توییتر نوشت: «تحولات ایران نگران کننده است. حق آزادی بیان و حق تظاهرات مسالمت آمیز باید محترم شناخته شود. دسترسی بدون محدودیت به اینترنت ضروری است.»[۲۵۶]
- چارلی وایمرز نمایندهٔ سوئد در پارلمان اروپا در اجلاس رسمی پارلمان اروپا در ۲۷ نوامبر ۲۰۱۹ با تکرار شعار «جمهوری اسلامی نمی‌خوایم، نمی‌خوایم» به حوادث آبان واکنش نشان داد.[۲۵۷]

 اتحادیه اروپا
شورای اتحادیه اروپا دوشنبه ۱۲ آوریل ۲۰۲۱ اعلام کرد ۸ مقام امنیتی و سه زندان ایران را به‌دلیل ایفای نقش در سرکوب اعتراضات آبان ۹۸ در لیست تحریم‌های حقوق بشری اتحادیه اروپا قرار داده است. بر اساس متن روزنامه رسمی اتحادیه اروپا ۸ مقامی که نام آن‌ها به فهرست تحریم‌های حقوق بشری افزوده شده عبارتند از:
1. غلامرضا سلیمانی، رئیس سازمان بسیج مستضعفین
2. حسین سلامی، فرمانده سپاه پاسداران انقلاب اسلامی
3. حسن کرمی، فرمانده یگان ویژه نیروی انتظامی
4. حسین پاکپور، فرمانده نیروی زمینی سپاه پاسداران انقلاب اسلامی
5. حسین اشتری، فرمانده نیروی انتظامی
6. غلامرضا ضیائی، رئیس سابق زندان اوین
7. حسن شاهوارپور: فرمانده سپاه ولی‌عصر استان خوزستان
8. لیلا واثقی، فرماندار شهر قدس

علاوه بر این هشت نفر، زندان‌های اوین، فشافویه و رجایی‌شهر به فهرست تحریم‌های حقوق بشری اتحادیه اروپا اضافه شدند.

### افراد، سازمان‌ها و احزاب
رضا پهلوی در پیامی توییتری نوشت: «نظامی که با وعدهٔ مجانی کردن آب و برق بر سر کار آمد، نفت را برای حامیان غیرایرانی‌اش، و فقر و رنج را برای ایرانیان رایگان کرده است. تنها راه چاره، برانداختن این #فرقه_تبهکار ضدایرانی است. کافی‌ست به قدرت خودمان ایمان داشته باشیم». فرح پهلوی هم در پیامی از اتفاقات پیش‌آمده ابراز تاسف کرد و با مردم ایران اعلام همدردی کرد.
کانون نویسندگان ایران در بیانیه‌ای از مقامات ایران خواست تا به سرکوب مردم معترض پایان دهد و گزارشگران بدون مرز با محکومیت قطع اینترنت در ایران آن را «نقض حق بنیادین دسترسی به اطلاعات» توصیف کرد.
مریم رجوی با اشاره به خطر شکنجه و اعدام بازداشت‌شدگان از سازمان ملل خواست به‌فوریت هیئت‌های تحقیق و حقیقت‌یاب را به ایران اعزام کند. وی تصریح کرد که رهبران حکومت ایران به‌خاطر ارتکاب جنایت علیه بشریت باید در برابر عدالت قرار گیرند.
سازمان همکاری احزاب کردستان ایران، سندیکای کارگران شرکت واحد اتوبوسرانی تهران و حومه، کانون مدافعان حقوق کارگر، کانون معلمان ایران، اتحادیه آزاد کارگران ایران و شورای بازنشستگان ایران از تشکل‌هایی بودند که در همبستگی با معترضان و محکومیت خشونت علیه آن‌ها بیانیه دادند.

### ایرانیان خارج از کشور
با گسترش اعتراض‌های داخل ایران، ایرانیان مقیم خارج از کشور در حمایت از معترضان، در نقاط مختلف جهان تجمع‌هایی برگزار کردند.
در اروپا این تجمع‌ها در شهرهای دوسلدورف، هامبورگ، اشتوتگارت، دورتموند، کمنیتس، پراگ، پاریس، استکهلم، گوتنبرگ، هلسینکی، اسلو، آمستردام، لاهه، کلن و زوریخ برگزار شد. در اسرائیل نیز گروهی از مردم با در دست داشتن پرچم شیر و خورشید و پرچم اسرائیل، از اعتراضات مردم ایران حمایت کردند. ایرانیان مقیم ملبورن و سیدنی در استرالیا، تورنتو و ونکوور در کانادا و واشینگتن، دالاس تگزاس، آریزونا و لس آنجلس در آمریکا هم در حمایت از اعتراضات مردم ایران تجمعاتی برگزار کردند.

### رسانه‌ها
بنابر گفته رسانه‌های داخلی ایران، در همان آغاز ناآرامی‌ها، آن‌ها از پوشش خبری جدی و فراگیر ناآرامی‌ها منع شدند.
نشریهٔ لیبراسیون فرانسه روز یکشنبه ۲۴ نوامبر، روی جلدش با پس‌زمینهٔ سیاه به رنگ قرمز نوشت: «ایران، کشتار پشت درهای بسته» و سرمقاله‌اش را با عنوان «ایران: تونل خشونت» به اعتراض‌های اخیر این کشور اختصاص داد. لو موند دیگر نشریهٔ مهم فرانسه نیز در این روز تیتر خود را با عنوان «ایران: رژیمی که خود را به قیمت حمام خون نگاه می‌دارد» به سرکوب معترضان در ایران اختصاص داد.
گاردین نیز در اول دسامبر ۲۰۱۹ تحت عنوان «خیابان را بستند و سپس گلوله» شرح سرکوب اعتراضات مردم را در شیراز (شهر گلهای رز) از زبان شاهدان نوشت.
روزنامهٔ آلمانی فرانکفورتر روندشاو در گزارشی با عنوان «مثل یک جنگ داخلی، بر ایران نفرت و ناامیدی حاکم شده است» نوشت: ویدئوها وضعیتی شبیه یک جنگ داخلی را نشان می‌دهند و تظاهرکنندگان پیکر خونین قربانیانی را که مورد اصابت گلوله‌های جنگی قرار گرفته‌اند از مهلکه بیرون می‌کشند.
شبکهٔ سی‌اِن‌اِن هم در گزارشی با عنوان «یکی از بدترین سرکوب‌ها طی دهه‌ها در ایران در حال وقوع است» به ابعاد مختلف تظاهرات مردم ایران پرداخت.

## شعارها
شعارهای معترضان در اعتراضات آبان را می‌توان به دو گروه اصلی تقسیم کرد. دستهٔ اول شعارهایی بودند که به دیکتاتوری مذهبی، سرکوب و نبود آزادی‌های فردی و سیاسی و اجتماعی اعتراض می‌کردند و خواهان آزادی و حذف انواع تبعیض می‌شدند. گروه دوم شعارها خواست عدالت اجتماعی را مطرح می‌کردند و به گرانی، فقر، استثمار و فساد اعتراض می‌کردند.
- جمهوری اسلامی، نمی‌خوایم، نمی‌خوایم[۲۸۰]
- نه پول داریم، نه بنزین، گور بابای فلسطین[۲۸۰]
- اهوازی با غیرت، ماشینِت رو خاموش کن[۴۶]
- آسید علی ببخشید، دیگه باید بلند شید[۲۸۱]
- ننگ ما ننگ ما، رهبر الدنگ ما[۲۸۰]
- چه اشتباهی کردیم که انقلاب کردیم[۲۸۱]
- مرگ بر خامنه‌ای[۲۸۲]
- روحانی حیا کن، مملکت را رها کن[۴۶][۵۳]
- دیکتاتور حیا کن، مملکت را رها کن[۴۶][۵۳]
- بنزین گرون تر شده، فقیر فقیرتر شده[۵۴]
- پول نفت گم شده خرج فلسطین شده[۵۶]
- مرگ بر گرانی[۵۶]
- مرگ بر دیکتاتور[۵۶]
- نترسید نترسید ما همه با هم هستیم[۵۶]
- نه غزه نه لبنان جانم فدای ایران[۵۶]
- سوریه کم آورده، تقصیر ملت چیه؟[۲۸۰]
- توپ تانک فشفشه، آخوند باید گم بشه[۲۸۳]
- ایرانی با غیرت، حمایت، حمایت[۲۸۴]
- رضاشاه روحت شاد[۲۸۵]
- ای شاه ایران، برگرد به ایران[۲۸۰]
- ایران که شاه نداره، حساب کتاب نداره[۲۸۰]
- ولیعهد کجایی به داد ما بیایی
- خامنه‌ای به هوش باش، ما مردمیم نه اوباش[۲۸۰]
- ملت چرا نشستی، منجی خودِ تو هستی[۲۸۰]
- ایرانی بسه دیگه، غیرتتو نشون بده[۲۸۰]
- دشمن ما همین‌جاست، دروغ می‌گن آمریکاست[۲۸۰]
- ای ملاها جمع کنین، شَرتونو کم کنین[۲۸۰]
- خیابون‌ها خونی شد، آزادی قربانی شد[۲۸۶]
- جواب ما تفنگ نیست، این همه کشته کم نیست[۲۸۶]
- فقر، کشتار، گرانی، مردم شدن قربانی[۲۸۶]
- پول نفت گم شده، خرج بسیجی شده[۲۸۳]
- می‌جنگیم می‌میریم، ایران‌رو پس می‌گیریم[۲۸۳]
- رهبر بی‌کفایت، نمی‌خوایم نمی‌خوایم[۲۸۳]
- سوریه رو رها کن، فکری به حال ما کن[۲۸۳]
- آزادی و عدالت، این است شعار ملت[۲۷۹]
- ایرانی می‌میرد ذلت نمی‌پذیرد

## بازتاب در آثار هنری
در آذر ۱۳۹۸ سروش هیچ‌کس خوانندهٔ رپ فارسی، با انتشار ترانهٔ اعتراضی «دستاشو مشت کرده» از معترضان حمایت کرد. این قطعه در همان اَوایل انتشار با استقبال و واکنش‌های گسترده مواجه شد که موجب شد به نخستین و یکی از مهم‌ترین آثار هنری مرتبط با اعتراضات آبان بدل شود.
محسن نامجو نیز با انتشار ترانهٔ اعتراضی دیگری در سبک فولک راک با نام یاد آر، از کشته‌شدگان و معترضان حمایت کرد. نامجو این اثر را به تمام کشته‌شدگان گمنام آبان ۱۳۹۸ تقدیم کرد.
هانی نیرو با انتشار ترانه‌ایی به‌نام «آبان ادامه دارد» با شعری از پویان مقدسی، از اعتراضات آبان ۹۸ حمایت کرد.
در آبان ۱۴۰۰ مهدی یراحی قطعهٔ «وداع بعد از رفتن» را برای گرامی‌داشت اعتراضات آبان ۹۸ منتشر کرد. ۱۰ روز بعد کارگروه تعیین مصادیق محتوای مجرمانه، ترانه را محتوای مُجرمانه تشخیص داد و با قید فوریت به وب‌سایت‌ها و رسانه‌های داخل ایران دستور داد آن را حذف کنند.

## پیامدها
از سرکوب اعتراضات آبان ۹۸ به عنوان «سنگین‌ترین سرکوب اعتراضات خیابانی در تاریخ حیات جمهوری اسلامی» یاد می‌شود.
به عقیدهٔ علی افشاری، «رسوایی» و «هزینهٔ سنگین حیثیتی» سرکوب اعتراضات به قدری سنگین بود که بعد از موضع‌گیری تند اولیهٔ سران حکومت، عقب‌نشینی ملموسی از اتهام‌زنی‌ها صورت گرفت و تا کنون هیچ نهاد و کارگزاری مسئولیت کشتار معترضان در خیابان‌ها را قبول نکرده و نظام از انتشار آمار رسمی کشته‌شدگان خودداری کرده است. او رویکرد نظام در قبال حوادث آبان را نشانگر «چالش اقتدار نظام» می‌داند.
پس از گذشت حدود دو هفته از حوادث آبان ۹۸، علی خامنه‌ای که قبلاً معترضان را اغتشاشگر، اراذل و اوباش، سلطنت طلب و عوامل دشمن معرفی کرده بود، از قوهٔ قضائیه خواست تا «رحمت اسلامی» نشان دهد و بین افرادی که علیه گرانی بنزین تظاهرات کرده بودند و کسانی که غارت و آتش‌افروزی کرده بودند، تفاوت قائل شود. حسن روحانی هم از تشکیل کمیتهٔ حقیقت‌یاب و پیشنهاد پرداخت غرامت به خانوادهٔ جانباختگان و افرادی که متحمل خسارت مالی شدند خبر داد. تغییر موضع رهبر و رئیس‌جمهور ایران نشان داد که حکومت در تلاش است نارضایتی‌ای که با سرکوب وحشیانهٔ اعتراضات تشدید شد را مدیریت کند.
سه ماه پس از از اعتراضات و در اسفند ۱۳۹۸ انتخابات یازدهمین دورهٔ مجلس شورای اسلامی با کاهش چشم‌گیر شمار رأی‌دهندگان برگزار شد. بر اساس آمار رسمی، کمترین میزان مشارکت در انتخابات، مربوط به این دوره از انتخابات مجلس بود. تجزیه و تحلیل آماری و محتوایی نشان می‌دهد که برخورد سرکوبگرانهٔ حکومت، انکار کشتار معترضان و تلاش برای سرپوش گذاشتن بر آن و خاموش کردن صدای آن‌ها، تأثیر زیادی در افت نرخ مشارکت در انتخابات مجلس یازدهم داشته است. نقش دولت ظاهراً اصلاح‌طلب حسن روحانی در سرکوب خشونت‌آمیز اعتراضات، آخرین میخ بر تابوت این ایده بود که می‌توان نظام را از طریق صندوق رای اصلاح کرد.
در بهار ۱۳۹۹ مرکز پژوهش‌های مجلس شورای اسلامی گزارشی منتشر کرد که بر اساس آن وضعیت امنیت سرمایه‌گذاری در ایران در پاییز ۱۳۹۸ نسبت به فصل پیش از آن، «اندکی نامناسب‌تر» اعلام شد. در این گزارش افزایش ناگهانی و شدید قیمت بنزین و اعتراض‌های خیابانی، دلیل نامناسب‌تر شدن وضعیت امنیت سرمایه‌گذاری و تغییر شاخص آن از کمیت ۶/۰۷ در تابستان ۱۳۹۸ به ۶/۱۲ در پاییز همان‌سال عنوان شده است. بر اساس این گزارش، بی‌ثباتی در بازار ارز، متوقف شدن روند کاهشی نرخ تورم، تغییر در ثبات نسبی قیمت مواد اولیه در نیمه نخست سال ۱۳۹۸ و بار روانی جدید برای مردم و افزایش انتظارات تورمی آن‌ها به‌عنوان دیگر عوامل برهم خوردن امنیت سرمایه‌گذاری در پاییز ۱۳۹۸ یاد شده است.
قطعی اینترنت به‌مدت ۱۰ روز، آسیب‌های به‌نسبت شدیدی را به کسب‌وکارهای اینترنتی و اقتصاد دیجیتال تحمیل کرد که عملاً امنیت سرمایه‌گذاری در این بخش‌ها را با تردید مواجه ساخت.
تا آبان ۱۳۹۹ احکام حبس سنگینی برای بازداشتی‌های آبان ۱۳۹۸ صادر شد، چندین نفر اعدام شدند و خانواده‌های جان‌باختگان تحت فشارهای شدید قرار گرفتند که یا هویت فرزندان‌شان را بسیجی معرفی کنند یا روایت مورد نظام را بازگو کنند و اگر پذیرای این دو مورد نشدند، سکوت کنند. در اولین سالگرد اعتراضات، رادیو فردا طی یک گزارش به‌نقل از خواهر یکی از کشته‌شدگان این اعتراضات آورد: «گفتند از دفتر رهبری تماس می‌گیریم، شما شکایت کردید؟ گفتم بله. گفتند چه‌جوری بوده، چی بوده؟ گفتم برادرم آبان کشته شده. گفتند کدام آبان؟ گفتم آبان خونین ۹۸. گفتند خب! پروندهٔ شما دارد رسیدگی می‌شود. همین.» کاربران شبکه‌های اجتماعی نیز با هشتگ #کدام_آبان؟ به این رفتار دفتر رهبری واکنش نشان دادند و به یادآوری کشته‌شدگان پرداختند. این هشتگ در توییتر ۱۵۹ میلیون بار دیده شد و در ۱۱۰ هزار توییت و ری‌توییت استفاده شد.

## دادگاه بین‌المللی مردمی آبان
در آبان ۱۴۰۰ و در دومین سالگرد حوادث آبان ۹۸، یک دادگاه غیررسمی بین‌المللی مردمی برای بررسی آنچه در جریان کشتار معترضان رخ داد، در لندن برگزار شد. این دادگاه پس از رویت و استماع شهادت کتبی و شفاهی بیش از ۱۵۰ شاهد طی پنج جلسه به کارش پایان داد و قرار است نتیجهٔ آن در اوایل سال ۲۰۲۲ میلادی اعلام شود.

## نگارخانه
- در اصفهان
- اعتراض به گرانی بنزین با توقف خودروها در خیابان، تهران، ۲۴ آبان ۱۳۹۸
- بانک تخریب شده، ۲۷ آبان ۱۳۹۸
- شکسته شدن شیشه یک بانک
- میدان ستارخان تهران
- یگان پلیس ضدشورش در خیابان
- بزرگراه امام علی در تهران
- اعتراضات در بهبهان